# 시마 마사토시

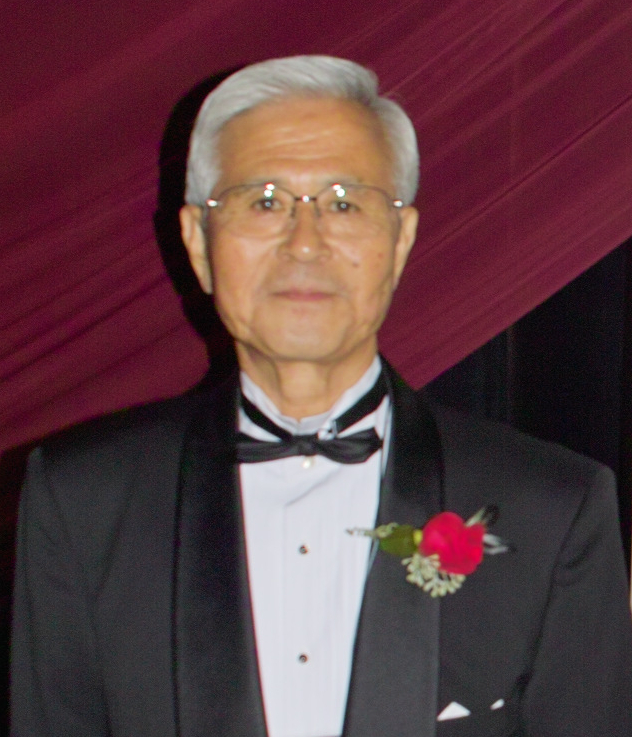

시마 마사토시(嶋正利, 1943년 8월 22일 ~ , 시즈오카현 출생)는 일본의 전자공학자이다. 세계 최초의 마이크로프로세서인 인텔 4004의 설계자 중 한 명이었다. 1968년 시마는 일본 비지콤에서 근무하면서 특수 CPU를 3칩 맞춤형 칩으로 변환하기 위한 로직 설계를 수행했다. 1969년에 그는 인텔의 테드 호프 및 스탠리 메이저와 협력하여 비지콤의 3칩 제안을 1칩 아키텍처로 축소했다. 1970년에 이 아키텍처는 논리 설계에 대한 시마의 도움을 받아 페데리코 파진에 의해 실리콘 칩인 인텔 4004로 변형되었다.
나중에 1972년 인텔에 합류했다. 그곳에서 그는 파진과 협력하여 1974년에 출시된 인텔 8080을 개발했다. 그 후 시마는 8259 인터럽트 컨트롤러, 8255 프로그래밍 가능 주변 장치 인터페이스 칩, 8253 타이머 칩, 8257 직접 메모리 액세스(DMA) 칩 및 8251 직렬 통신 USART 칩과 같이 IBM PC에 사용되는 여러 인텔 주변 장치 칩을 개발했다. 그 후 그는 자일로그에 합류하여 피진과 협력하여 자일로그 Z80(1976) 및 자일로그 Z8000(1979)을 개발했다.